# Gran Premio Nobili Rubinetterie 2015
Il Gran Premio Nobili Rubinetterie 2015, diciottesima ed ultima edizione della corsa, si svolse il 19 marzo 2015 su un percorso di 187,5 km. La vittoria fu appannaggio dell'italiano Giacomo Nizzolo, che completò il percorso in 4h00'19", precedendo il connazionale Simone Ponzi e l'austriaco Marco Haller.
Da Suno presero il via 169 ciclisti, mentre sul traguardo di Stresa portarono a termine la gara 141 corridori.

## Squadre partecipanti
Alla manifestazione parteciparono 22 squadre composte da 8 corridori, per un totale di 169 corridori al via.
| N.      | Cod. | Squadra                     |
| ------- | ---- | --------------------------- |
| 1-8     | ITA  | Nazionale Italia            |
| 11-17   | ALM  | AG2R La Mondiale            |
| 21-28   | TFS  | Trek Factory                |
| 31-38   | FDJ  | FDJ.fr                      |
| 41-48   | MOV  | Movistar Team               |
| 51-58   | OGE  | Orica-GreenEDGE             |
| 61-68   | TCG  | Team Cannondale-Garmin      |
| 71-78   | KAT  | Katusha Team                |
| 81-88   | AND  | Androni Giocattoli-Sidermec |
| 92-98   | CJR  | Caja Rural-Seguros RGA      |
| 101-108 | CCC  | CCC Sprandi Polkowice       |

| N.      | Cod. | Squadra                     |
| ------- | ---- | --------------------------- |
| 111-118 | COL  | Colombia                    |
| 121-128 | NIP  | Nippo-Vini Fantini          |
| 131-138 | RVL  | RusVelo                     |
| 141-148 | STH  | Wilier Triestina-Southeast  |
| 151-158 | DPC  | Drapac Professional Cycling |
| 161-168 | TNN  | Team Novo Nordisk           |
| 171-178 | GMC  | GM Europa Ovini             |
| 181-188 | UNI  | Unieuro-Wilier              |
| 191-198 | VHS  | MG.K Vis-Vega               |
| 201-208 | AZT  | D'Amico-Bottecchia          |
| 211-218 | IDE  | Team Idea                   |

## Ordine d'arrivo (Top 10)

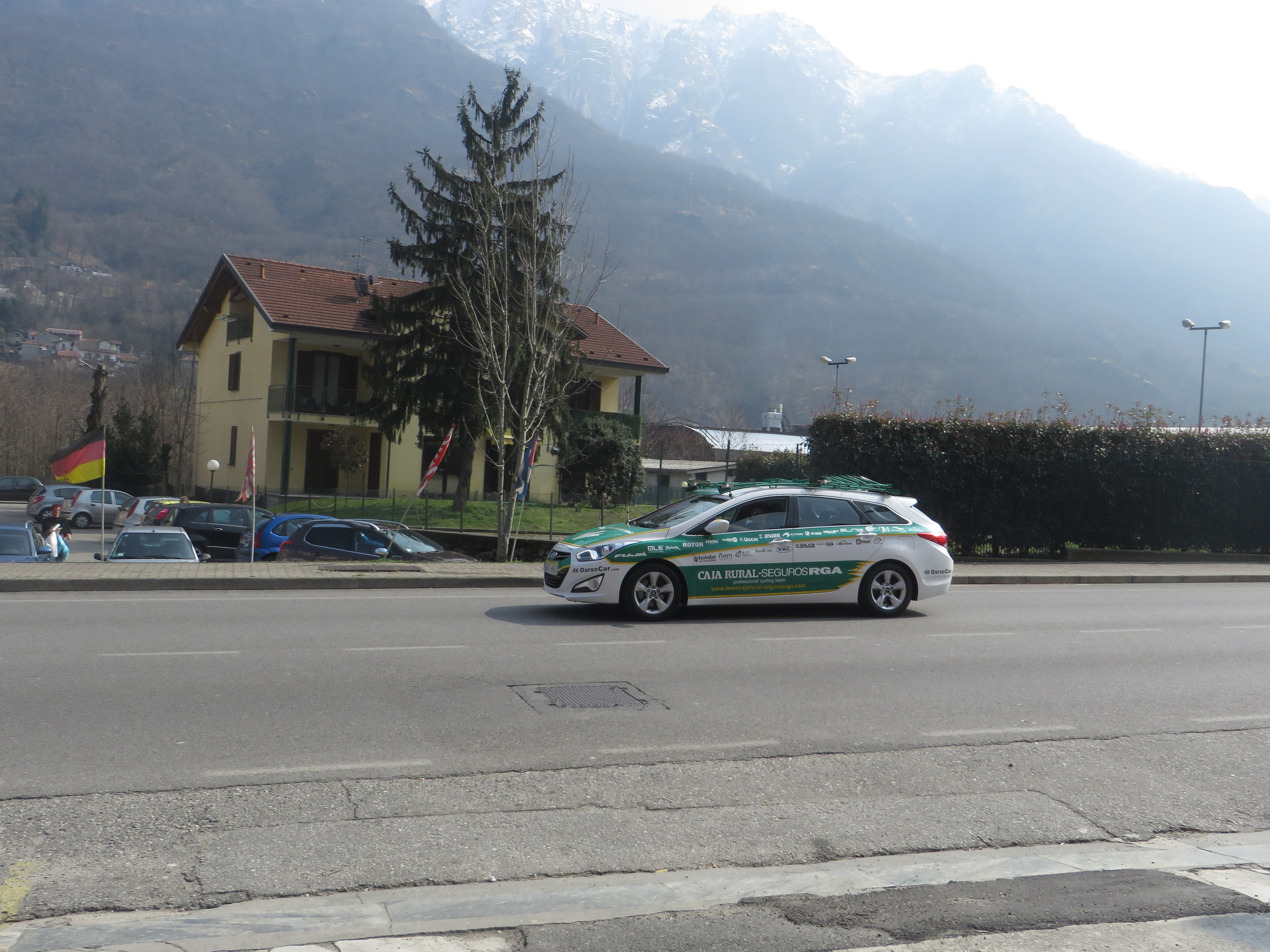
Ammiraglia Caja Rural-Seguros RGA con alle spalle il Mottarone.

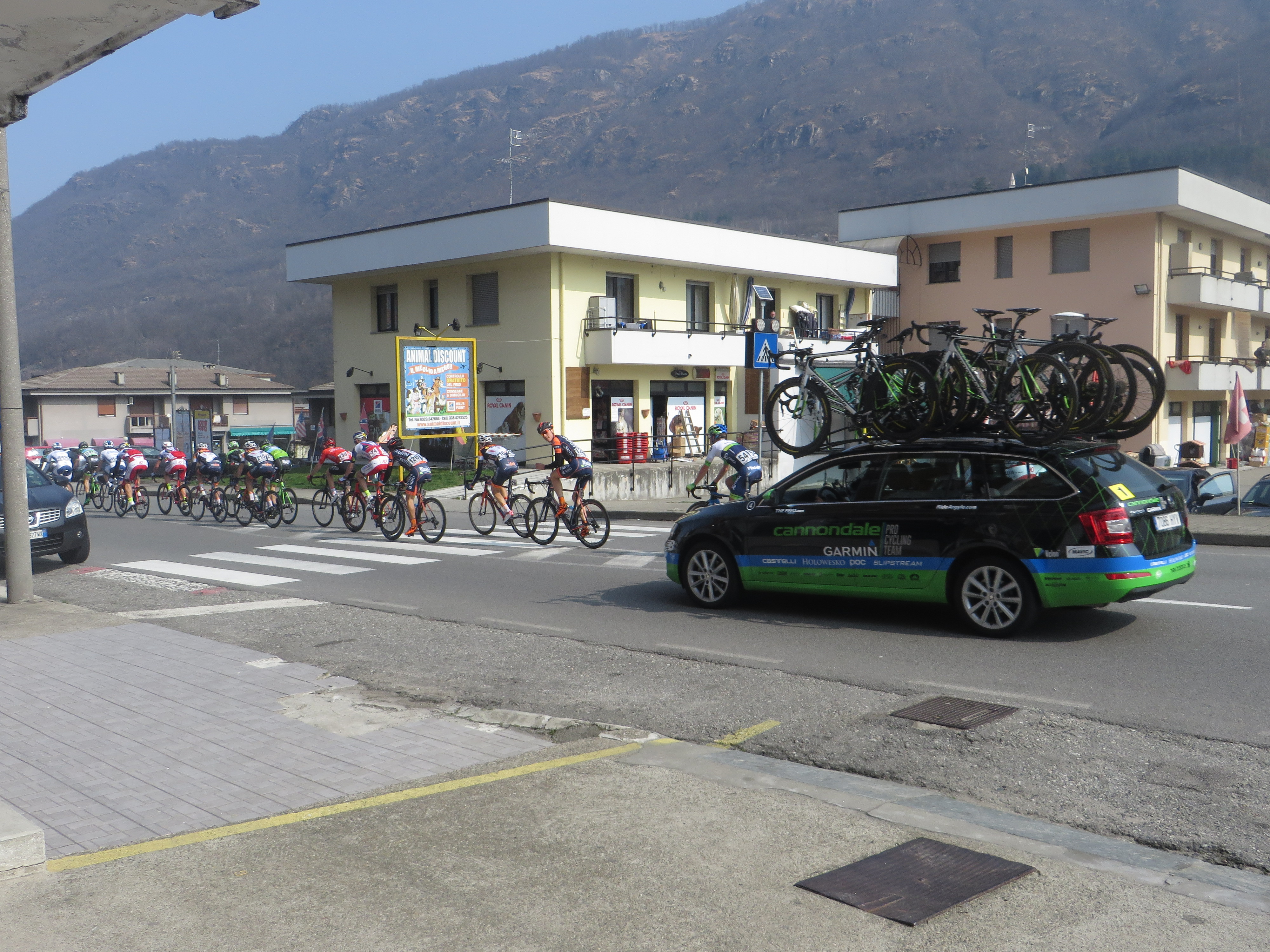
Gruppo a Sant'Anna di Casale Corte Cerro.

| Pos. | Corridore          | Squadra            | Tempo    |
| ---- | ------------------ | ------------------ | -------- |
| 1    | Giacomo Nizzolo    | Trek Factory       | 4h00'19" |
| 2    | Simone Ponzi       | Southeast          | s.t.     |
| 3    | Marco Haller       | Team Katusha       | s.t.     |
| 4    | Juan José Lobato   | Movistar Team      | s.t.     |
| 5    | Grega Bole         | CCC                | s.t.     |
| 6    | Oscar Gatto        | Androni Giocattoli | s.t.     |
| 7    | Iuri Filosi        | Nippo              | s.t.     |
| 8    | Matteo Montaguti   | AG2R La Mondiale   | s.t.     |
| 9    | Antonio Parrinello | D'Amico-Bottecchia | s.t.     |
| 10   | Francesco Reda     | Team Idea          | s.t.     |